# 喬治十一世

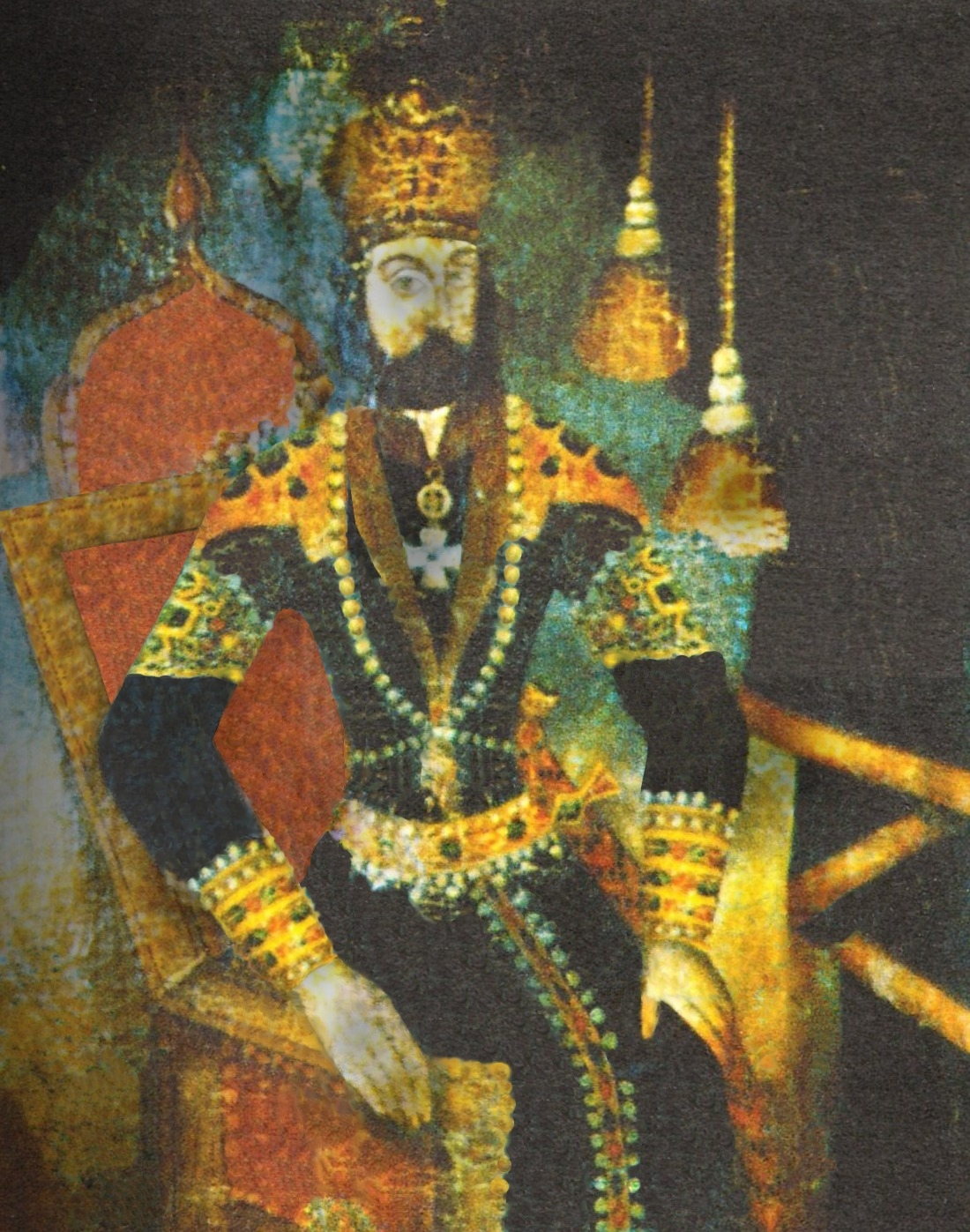
喬治十一世

喬治十一世（1651年—1709年），格魯吉亞卡尔特利王国君主，伊朗和阿富汗史料称古爾金汗。
他本來是國王但被伊朗薩非王朝俘虜，後來改宗伊斯蘭教，成為坎大哈總督。但因他濫徵赋税和強迫當地普什圖人改宗什葉派，被吉爾查伊部的米爾維斯·霍塔克所殺。

喬治十一世